# Esercito segreto armeno per la liberazione dell'Armenia
L'Esercito segreto armeno per la liberazione dell'Armenia (in acronimo ASALA da Armenian Secret Army for the Liberation of Armenia), in armeno Հայաստանի Ազատագրութեան Հայ Գաղտնի Բանակ? (ՀԱՀԳԲ) era una organizzazione guerrigliera marxista-leninista che operò dal 1975 al 1986. L'ASALA è responsabile dell'uccisione di più di 30 diplomatici turchi in tutto il mondo e del ferimento di molti altri. Alla stessa organizzazione sono ricondotte anche azioni rivendicate dal gruppo Orly e dall'organizzazione 3 ottobre.
Il principale obiettivo dell'ASALA era "costringere il governo turco a riconoscere pubblicamente la sua responsabilità per la morte di 1.5 milioni di armeni nel 1915, pagare un risarcimento e cedere il territorio necessario per la creazione di una patria armena". Tale territorio avrebbe dovuto essere quello già promesso agli armeni con il trattato di Sèvres nel 1920 (che non è mai divenuto esecutivo) dal presidente degli Stati Uniti Woodrow Wilson, la cosiddetta "Armenia wilsoniana".
Negli anni ottanta gli Stati Uniti hanno inserito l'ASALA tra le organizzazioni terroristiche.

## Origini
L'organizzazione fu fondata a Beirut nel 1975, nel pieno della guerra civile libanese, da Hagop Hagopian, dal reverendo pastore James Kamusian e dallo scrittore Kevork Ajemian con l'aiuto di simpatizzanti palestinesi. All'inizio si faceva chiamare "Gruppo prigioniero Gurgen Yanikian" dal nome di colui che due anni prima, nel 1973 aveva assassinato a Los Angeles per ragioni politiche due consoli turchi.
L'organizzazione seguiva un modello di ispirazione politica di sinistra anche se molto forte, se non prevalente, era il sentimento nazionalistico armeno. L'apice della struttura era costituita dal Comando generale del popolo di Armenia (VAN). L'addestramento era spesso svolto in campi profughi palestinesi.
Il logo adottato dall'organizzazione riporta l'intestazione della stessa (in armeno, arabo ed inglese) con la mappa del territorio armeno sottratto dai turchi sullo sfondo di un combattente che impugna un'arma.

## Obiettivi politici
Gli scopi della nascita e dell'attività dell'ASALA vanno sostanzialmente ricondotti a:
- determinare la fine del colonialismo turco, dell'imperialismo della NATO e del sionismo
- attaccare istituzioni e rappresentanze della Turchia e dei Paesi che appoggiavano la Turchia
- affermare il "socialismo scientifico" come principale ideologia dell'Armenia
- usare l'Armenia sovietica come base per gli attacchi contro la Turchia
- portare a conoscenza dell'opinione pubblica mondiale la questione del genocidio armeno
- spingere la Turchia al riconoscimento del genocidio armeno ed alla restituzione del territorio sottratto agli armeni.

## Attività
I gruppi di azione sono attivi, oltre che in Libano, anche in Francia ed in Svizzera; ma non è escluso che siano le stesse persone che si spostano da una località ad un'altra.
Le rivendicazioni sono quasi tutte dell'Asala e, saltuariamente anche del JCAG ("Justice Commandos Against Armenian genocide") o di “Nuova resistenza armena”.
Gli episodi fino a tutto il '78 sono sporadici, ancorché in alcuni casi molto gravi: a Roma (09/06/77) l'ambasciatore presso la Santa Sede, a Parigi viene ucciso (22/10/75) l'ambasciatore turco, a Beirut cade (16/02/76) il primo segretario di ambasciata ed a Madrid  (02/06/78) un ex ambasciatore, la moglie di quello in carica ed un autista.
Quindici nel 1979 gli attentati portati a termine prevalentemente in Francia, Svizzera ed Italia con due vittime oltralpe.
Gli obiettivi continuano ad essere soprattutto turchi ma non mancano attentati esplosivi che riguardano gli uffici di altre compagnie aeree e che non sempre possono essere ricollegati con certezza all'Asala ed alle altre sigle (a Londra spunta anche un “Fronte di liberazione armeno”).
Nel 1980 comincia il triennio più intenso di attività. In quell'anno sono oltre trenta le azioni compiute che provocano anche alcune vittime: due a Roma (11 marzo), due ad Atene (luglio), due a Lione (agosto) ed una a Sydney.
Ma cambia anche la strategia di lotta: non più solo obiettivi turchi ma anche francesi e svizzeri soprattutto dopo l'arresto il tre ottobre di due membri dell'Asala a Ginevra; si crea il gruppo "3 ottobre" (presumibilmente formato dagli stessi attivisti dell'Asala) che prende di mira la Swissair, banche ed uffici della Confederazione elvetica al punto che l'attività contro i turchi sembra quasi passare in secondo piano.
A parte tre azioni che provocano il ferimento di personale diplomatico turco, tutte le azioni si riconducono allo scoppio nottetempo di ordigni esplosivi che non arrecano fortunatamente conseguenze a persone.
Poco meno di quaranta sono, invece, gli attacchi nel 1981: quasi tutti portati a Parigi, in Svizzera ed in Italia. Poco significative le azioni condotte negli Stati Uniti (a Los Angeles), spunta una cellula a Teheran mentre quella libanese è praticamente inattiva. Non mancano le vittime: due addetti d'ambasciata a Parigi (4 marzo), due guardie dell'ambasciata di Teheran nel corso di un assalto conclusosi con la morte anche di un membro dell'Asala (12 marzo) ed un addetto diplomatico a Ginevra: in questa operazione viene arrestato Mardiros Jamgotchian e per tutta risposta viene creato il gruppo “9 giugno” che intensificherà nei mesi successivi le azioni contro sedi elvetiche.
Un morto anche nell'assalto condotto il 24 settembre a Parigi al consolato turco con 56 ostaggi poi rilasciati. Tra ottobre e novembre la capitale francese registra una bomba a settimana con azioni rivendicate dai gruppi “Settembre Francia” e “Orly Organization”; l'Asala sparisce praticamente di scena, salvo sporadiche azioni, fino al 1983.
Il 1982 vede diminuire il numero di attentati ma non la gravità degli stessi.
A marzo si ripresenta il gruppo libanese (due morti in un teatro di Beirut), a maggio nel Massachusetts viene ucciso il console onorario turco, a giugno cade a Lisbona un addetto di ambasciata con la moglie, ad agosto stessa sorte tocca a personale diplomatico in Canada (Ottawa) ed a settembre in Bulgaria.
Ma ad agosto si registra la prima delle due azioni portate in territorio turco: la sparatoria all'aeroporto di Ankara da parte di due armeni (poi arrestati) provoca nove morti e 82 feriti. Si tratta di un'azione isolata, quasi “suicida”, che verrà replicata dieci mesi dopo ad Istanbul.
Il 1983 un morto a Parigi (agenzia di viaggi turca a febbraio), l'uccisione dell'ambasciatore a Belgrado, l'assalto al bazar di Istanbul (due morti e 21 feriti a giugno) e soprattutto il gravissimo attentato (15 luglio) all'aeroporto parigino di Orly dove esplode una bomba davanti al banco accettazione della Turkish Airline con otto morti e sessanta feriti. Un fatto che scuote la coscienza dei francesi e della folta comunità armena; l'Asala, che dopo un paio d'anni è tornata a colpire, sembra prediligere target francesi mentre a Lisbona l'ARA (Armenian Revolutionary Army) assalta l'ambasciata: muoiono due ostaggi e cinque attivisti dell'organizzazione.
Nel 1984 il numero delle azioni dell'Asala diminuisce ulteriormente e risultano praticamente scomparse tutte le altre sigle. Ad aprile e novembre vengono uccisi due impiegati di ambasciata (Teheran e Vienna) mentre il gruppo parigino cessa ogni sua attività dopo l'azione di Orly.
Il 1985 registra solo un paio di bombe davanti ad uffici francesi di Beirut e nulla più.
A Belgrado, invece, vengono arrestati tre membri dell'Asala mentre a Parigi è la volta a novembre di Monte Melkonian cui fa seguito il 15 dicembre una bomba ai magazzini Lafayette che provoca alcune decine di feriti.
Il decennio di lotta armata armena finisce praticamente qui. A novembre 1986 a Melbourne un isolato attentatore muore mentre cerca di piazzare una bomba davanti al consolato turco. È, nella cronologia ufficiale, l'ultima azione.

## Scissione
Con il passare degli anni si acuiscono le divergenze tra il gruppo dirigente che fa capo ad Hagop Hagopian e l'ala più moderata che trova in Monte Melkonian il punto di riferimento. Quest'ultima critica, in particolare, la scelta degli obiettivi delle operazioni e soprattutto è contraria a vittime civili che allontanano la simpatia dell'opinione pubblica dall'azione di lotta del gruppo.
Così nel 1984 si formano due fazioni: ad ASALA Militant di Hagopian si contrappone ASALA Movimento Rivoluzionario di Melkonian.

## Reazioni e controffensiva turca
L'attività dell'ASALA raggiunse senza dubbio l'obiettivo di portare a conoscenza dell'opinione pubblica mondiale la questione armena del genocidio. Sul sito (non ufficiale) dell'organizzazione si legge che la stessa "non è più attiva da quando ha raggiunto lo scopo di aumentare la consapevolezza riguardo alla causa armena". Nei primi anni di attività l'organizzazione venne appoggiata, se non materialmente, almeno politicamente, dalla Diaspora in ogni parte del mondo. Come tuttavia aveva intuito Melkonian gli attentati più gravi (in particolare quelli con vittime civii) allontanarono i favori delle comunità armene specie dopo l'attentato di Orly.
Nel frattempo la Turchia metteva in piedi la sua controffensiva. L'Intelligence turca (Millî İstihbarat Teşkilatı) avviò una campagna mirata all'eliminazione dell'ASALA. Gruppi di commandos furono inviati all'estero per formare unità operative aventi l'obiettivo di eliminare fisicamente gli attivisti armeni.
Già nel 1982 l'invasione israeliana nel Libano aveva indebolito fortemente le basi dell'organizzazione anche perché taluni simpatizzanti palestinesi avevano abbandonato la collaborazione con gli armeni.
L'uccisione ad Atene il 28 aprile 1988 di Hagop Hagopian determinò in pratica la fine dell'organizzazione. Qualche sporadica azione si verificò negli anni a seguire ma fu il frutto, presumibilmente, di qualche iniziativa individuale.